# Nyerő páros (film, 1997)
A Nyerő páros (Double Team) 1997-es amerikai akciófilm, amit Tsui Hark rendezett, saját debütálásával. A főszereplők Jean-Claude Van Damme, Dennis Rodman és Mickey Rourke. Van Damme terrorelhárító ügynököt játszik Jack Quinnként, akit arra jelölnek ki, hogy fogja el az elfoghatatlan terroristát, Stavros-t. Az ügy személyessé válik, amikor Stavros elrabolja Quinn várandós feleségét, miután az ő szeretőjét és gyerekét megölik egy merényletkísérletben. Quinn segítségére van a fegyverdíler, Yaz (Dennis Rodman).
Kritikai és kereskedelmi kudarcok után a film elnyert három Arany Málna díjat: legrosszabb férfi mellékszereplő (Rodman), legrosszabb új sztár (Rodman) és a legrosszabb páros (Rodman és Van Damme).

## Cselekmény
Jack Paul Quinn (Jean-Claude Van Damme) sikeresen befejezte élete utolsó küldetését, ami az volt, hogy elloptak egy 32 kg plutóniumot szállító teherautót egy nukleáris bázisról Horvátország közepében. Stavros (Mickey Rourke) és szervezete Iraknak akarja eladni 24 órán belül. Quinn feladata, hogy biztonságban visszajuttassa a plutóniumot a bázisra. Három évvel később Quinn Dél-Franciaországban pihen várandós feleségével, Kathrynnel. Majd a kormány egyik képviselője látogatja meg, aki azt mondja neki, hogy Stavros visszatért, és próbálja Quinnt rávenni, hogy térjen vissza a nyugdíjbavonulásból és addig nem szállhat ki, amíg el nem kapják élve. Majd nem sokkal a találkozás után Stavros megöli a képviselőt. Quinn elutazik Antwerpenbe (Belgium), ahol találkozik a fegyverkereskedő Yazzel (Dennis Rodman), aki megmutatja neki a fegyvereket, Quinn választ magának fegyvert és összeáll a Delta csapattal, hogy elkapják Stavros-t. Egy vidámparkba mennek, de Stavros csak a 6 éves kisfiával találkozik ott. Quinn hezitál és nem lövi le, majd egy nagy lövöldözés alakul ki, ahol Stavros kisfia meghal és el tud menekülni egy kórházba a szülészetre, de Quinn követi őt, majd verekednek. Quinn megment egy kisbabát egy gránát felrobbanásától, eszméletlenül a földön hever. Stavrosnak sikerült elmenekülnie.
Quinn mikor felébred, a kolónián találja magát, egy büntetés-végrehajtási intézetben egy szigeten, majd egy ügynök bejön hozzá és bemutatja társait, ahol látja Stal-t, akiről azt hitte, hogy megölte. Quinn megtudja, hogy egy jó lehetőség volt arra, hogy Stavrost megölje. Quinnek ellenőriznie kell jelenlétét mindennap egy tenyérszkenneren. Kathryn abban a tudatban él, hogy férje meghalt, kap egy telefonhívást egy művészeti galériából Róma városában, hogy kiállítsák a szobrait. Másnap reggel azonnal el is utazik egy repülőgéppel, amikor megérkezik, Stavros elrabolja őt. Míg az információkat elemzik a robbanásos merényletet a többiekkel, Quinn kap egy üzenetet Stavrostól, hogy elfogta Kathryn-t, így Quinn rájön, hogy el kell mennie sürgősen a Kolóniából, hogy megmentse feleségét. Quinn kialakított egy módszert, amivel be tudja csapni az ujjlenyomatszkennert, így képes lesz elhagyni a szigetet.
Yaz az egyetlen ember, aki segíthet Quinnek, könyörög a segítségéért, cserébe 3 CIA bakszámlát ajánl, hogy segítsen. Yaz segít és elmennek Quinn házához, ahol Stavros emberei várják. Miután megölte őket, kap egy üzenetet, Stavros azt mondja neki, hogy el kell mennie Rómába, mert ott van a várandós felesége. Mikor megérkeznek Rómába, Yaz megtudja, hogy Quin felesége babát vár, és látja az ultrahangot, nem kellenek neki a bankszámlák, anélkül is segít Quinnek elkapni Stavrost. Arra ösztönzi e-mailben Stavrost, hogy találkozzanak a főtéren, de Stavros tudta, hogy ez csak egy csali.
A találkozási pontnál Quinn látta a feleségét egy taxiban, de Stavros megjelenik előtte és azt mondja neki Quinn, hogy engedje el a feleségét, helyette vigye őt, ekkor lövöldözés alakul ki. Quinn követi Stavros egyik emberét egy szállodába, és talál egy nyomot, egy üzenetet talál a tükrön és rájön Kathryn hollétére.
Eközben Kathrynt elszállítják a kórházba, mert szülni fog. Quinn, Yaz segítségével képes lenyomozni, hogy melyik kórházban van felesége, odamennek és ott találja a feleségét, de rájön, hogy Stavros elvitte a kisfiát. Megköszöni a segítséget a nővérnek, aki a feleségére vigyázott, majd elmegy Stavroshoz, hogy megmentse kisfiát, de látja, hogy egy római Amfiteátrumban van tele összetákolt robbanóaknákkal, kereszttel megjelölve. Stavros ott hagyja a babát egy aknamező közepén, és egy tigrist is kiszabadít, hogy megnehezítse Quinn feladatát, hogy megmentse fiát, de szerencsére ekkor jön Yaz egy motorral és meg tudja menteni a babát. Quinnek el kell menekülnie a tigris elől, majd Stavros után megy. Quinn és Stavros harcol az aknamezőn, majd Stavros rálép egy aknára, így alul marad. Quinn, a fia és Yaz menekül a helyről, eközben Stavros szembekerül a tigrissel, majd felrobban az egész Amfiteátrum, Stavros meghal. A menekülő Quinnék egy menedéket keresnek a robbanás elől, egy kóla automata mögé állnak és megmenekülnek.

## Szereplők
| Szerep             | Színész               | Magyar hangja (1. szinkron, 1997–1998) |
| ------------------ | --------------------- | -------------------------------------- |
| Jack Paul Quinn    | Jean-Claude Van Damme | Galambos Péter                         |
| Yaz                | Dennis Rodman         | Kálid Artúr                            |
| Stavros            | Mickey Rourke         | Szabó Sipos Barnabás                   |
| Kathryn Quinn      | Natacha Lindinger     | Détár Enikő                            |
| Alex Goldsmythe    | Paul Freeman          | Kristóf Tibor                          |
| Dr. Maria Trifioli | Valeria Cavalli       | N/A                                    |
| Brandon            | Jay Benedict          | N/A                                    |

## Produkció

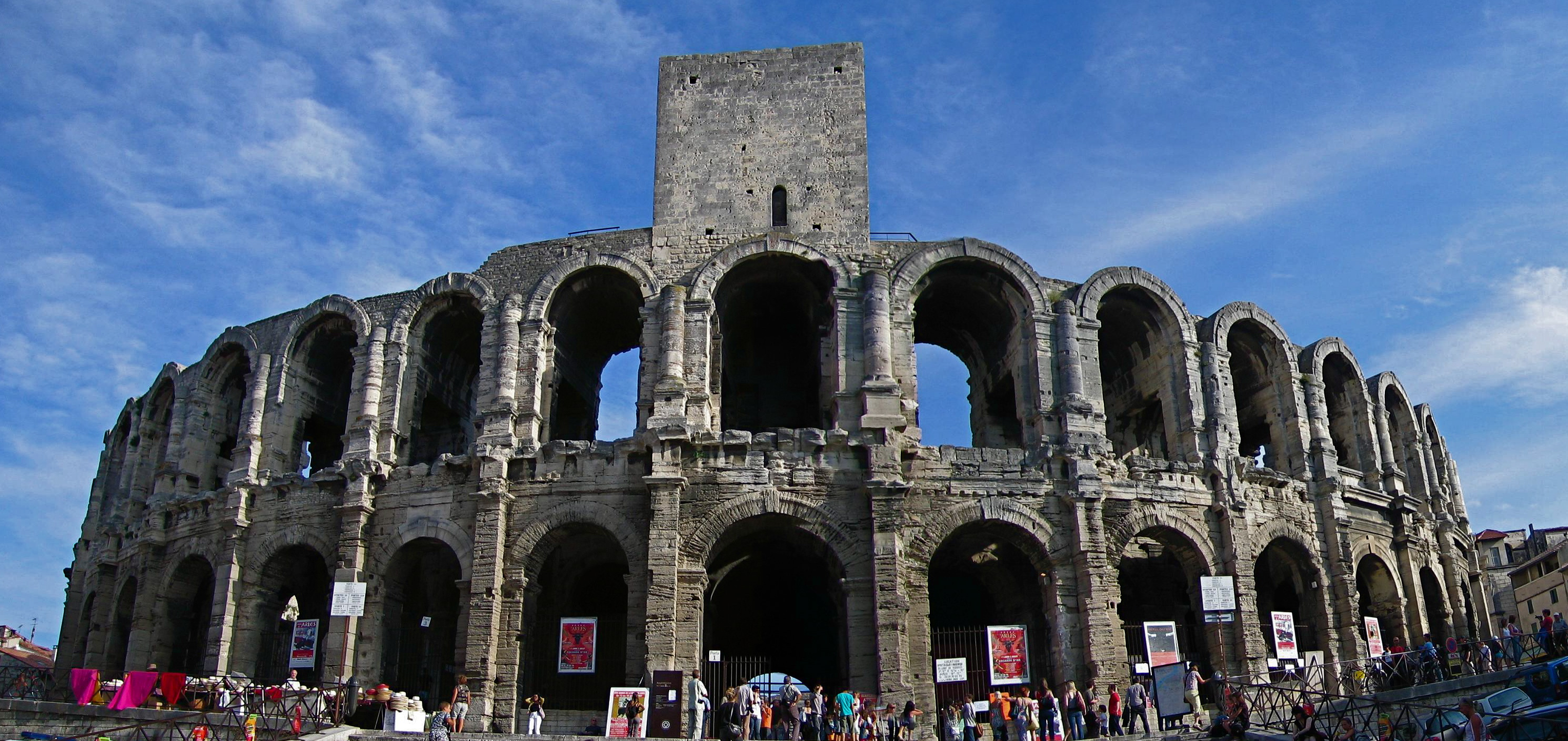
A dél-franciaországi Arles amfiteátruma

### Forgatás
A Nyerő páros című filmet Antwerpenben, Belgiumban, az arles-i amfiteátrumban, Franciaországban és Rómában forgatták.

### Zene
A Nyerő páros eredeti zenéjét Garry Chang alkotta, aki korábban dolgozott több filmen is, többek közt a Nulladik óra és a A pénz színe című filmeken. A zeneszámok előadói: Leareo Gianferrari, Joey Schwartz, Crystal Water és Dennis Rodman.

## Fogadtatás

### Díjak és jelölések
Arany Málna díj (1998)
- díj: legrosszabb új sztár – Dennis Rodman
- díj: legrosszabb férfi mellékszereplő – Dennis Rodman
- díj: legrosszabb filmes páros – Jean-Claude Van Damme, Dennis Rodman